# Puerta de Triana

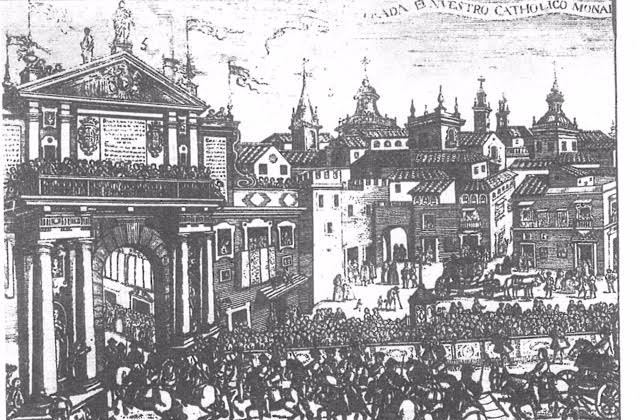
Puerta de Triana durante la entrada triunfal del Rey Felipe V de España en la ciudad

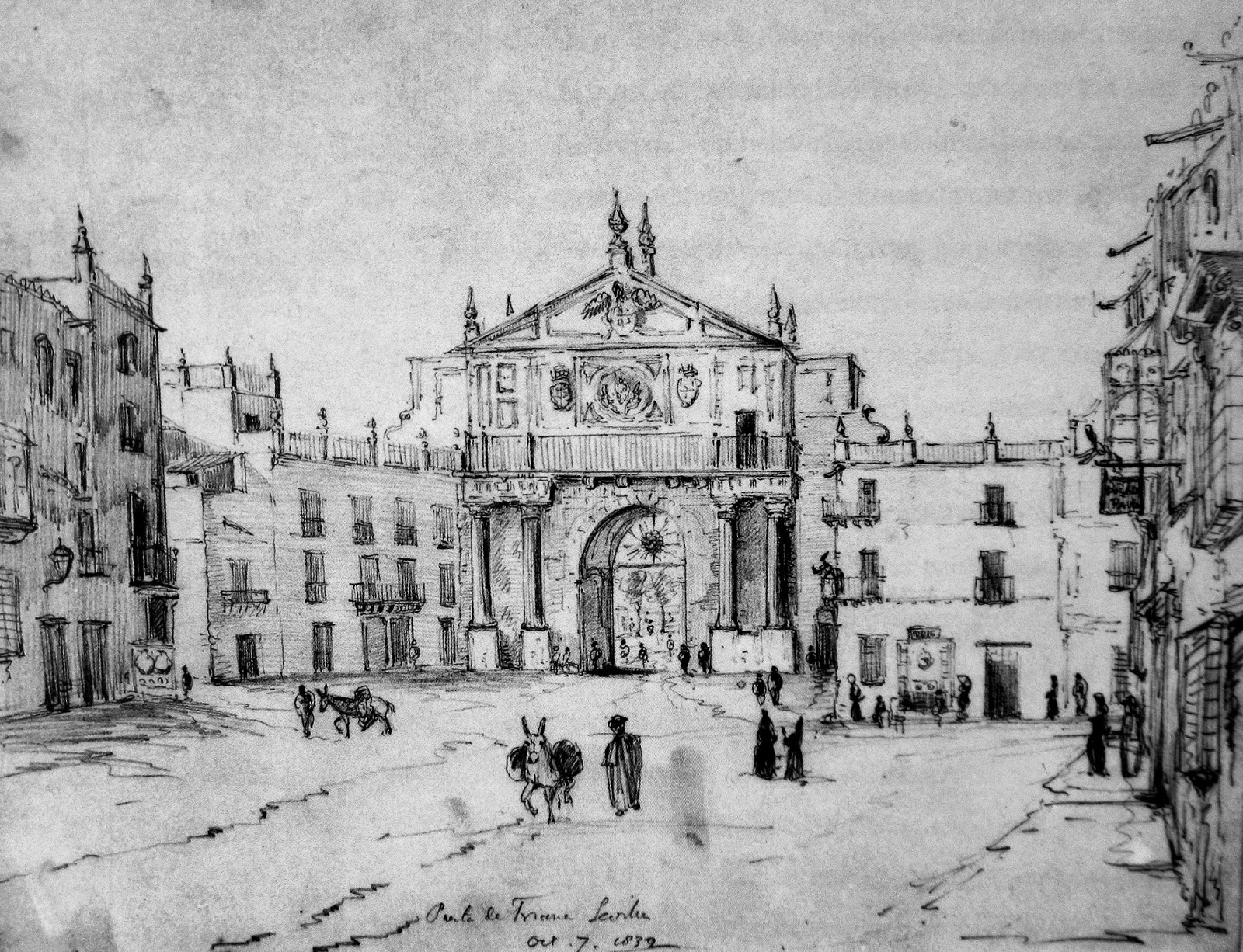
Grabado de la Puerta de Triana según Richard Ford.

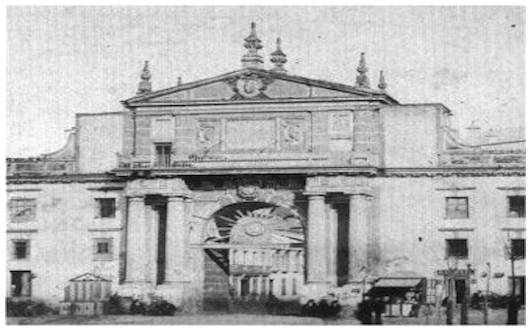
Fotografía de la Puerta de Triana en 1850.

La Puerta de Triana fue una de las quince antiguas puertas del recinto amurallado de la ciudad de Sevilla (Andalucía). El origen de la construcción es almorávide, siendo reformada completamente en el año 1585. Se encontraba situada al oeste de la ciudad y servía de comunicación con el puente de barcas que cruzaba el río Guadalquivir para acceder al entonces arrabal de Triana. Se demolió en el año 1868.

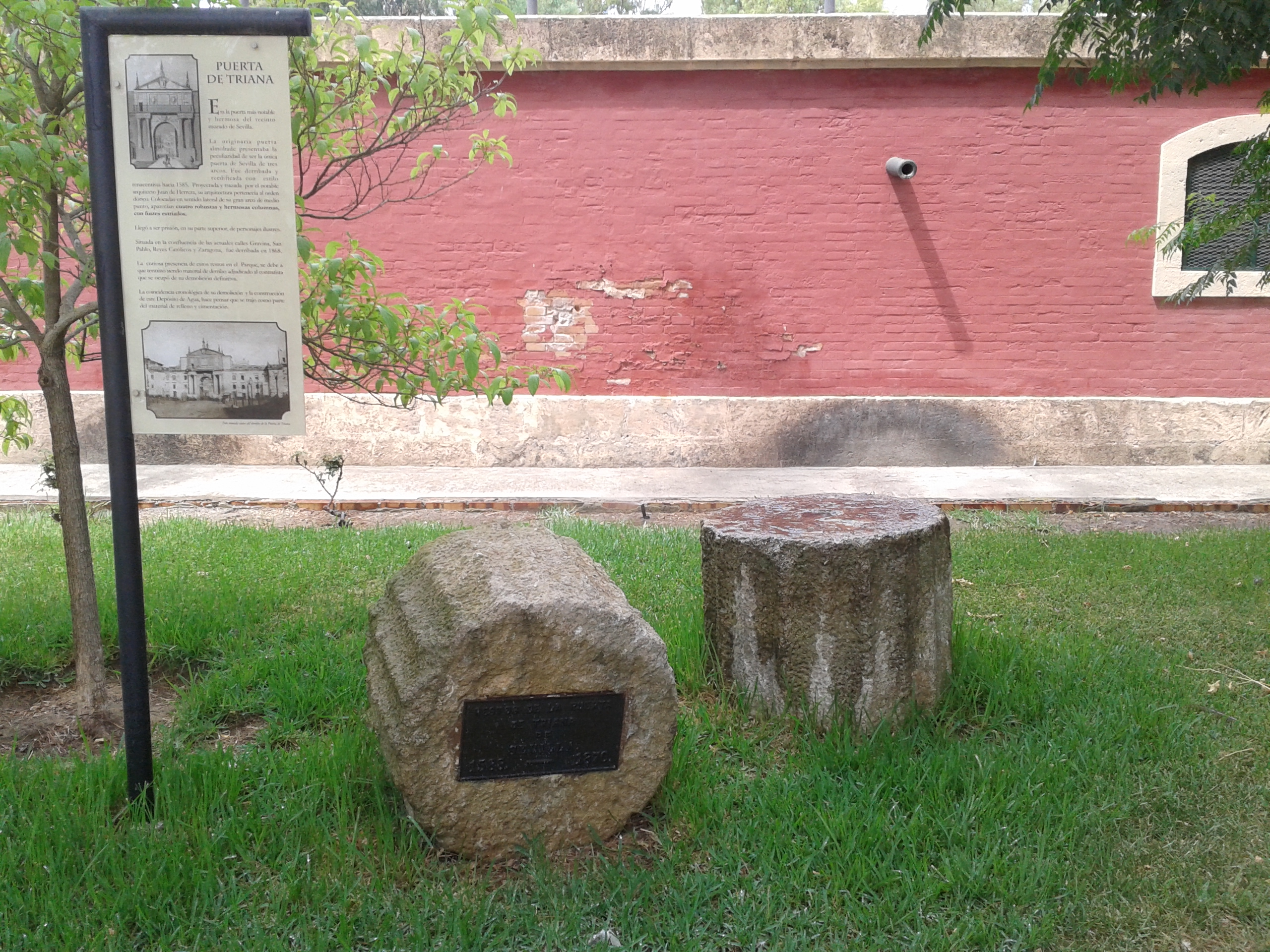
Restos.

## Descripción
La puerta una vez reformada en el siglo XVI estaba compuesta por 3 calles y dos cuerpos superpuestos sobre el cual se situaba un frontón triangular rematado por formas piramidales. Poseía dos fachadas iguales hacia el exterior e interior de la ciudad. En la fachada interior el espacio central estaba adornado con el escudo de Sevilla.  
En la parte superior contaba con una edificación que se destinó en su momento a prisión de caballeros y personas de alta alcurnia, los cuales eran custodiados por un teniente de alcaide nombrado por los duques de Alcalá y marqueses de Tarifa, aunque en el siglo XIX parece ser que estuvo destinada a vivienda.

## Historia
En febrero de 1729 el rey Felipe V de España, acompañado por una gran comitiva, realizó su entrada en la ciudad de Sevilla a través de la Puerta de Triana. Era tradición que los reyes de España en sus visitas a Sevilla hicieran siempre su entrada solemne por esta puerta. 